# Бетті Вільямс
Бетті Вільямс (англ. Betty Williams; 22 травня 1943, Белфаст — 17 березня 2020, там само) — лауреат Нобелівської премії миру 1976 року спільно з Мейрид Корріган.

## Перші роки життя
Бетті Вільямс народилася в сім'ї, де батьки належали до різних конфесій, батько був протестантом, а мати католичкою. Вона виросла з терпеливим ставленням до релігії та прагненням до захисту мирних людей. На початку 1970-х років вона почала брати участь у заходах проти насилля, які очолював протестантський священик.

## Нобелівська премія
У 1976 році в ході інциденту між британськими військами і активістом Ірландської республіканської армії в Белфасті вбито троє невинних дітей. Вона разом з родичкою загиблих дітей Мейрід Корріган по телебаченню закликала всіх жінок, незалежно від їхнього віросповідання, виступити з засудженням терору в Північній Ірландії. Була проведена мирна жіноча демонстрація, після якої вони заснували «Північно-Ірландський мирний рух» (пізніше перейменований в «Товариство мирних людей» — Community of Peace People). Діяльність організації сприяла мирному врегулюванню кривавого конфлікту в Північній Ірландії. До складу місцевих груп входили колишні противники, які проводили заходи, що сприяли зміцненню довіри. Їх метою був початок мирного процесу знизу.
У цьому ж році засновниці отримали премію миру «в знак визнання заслуг у справі миру».

## Діяльність після отримання премії
Після отримання премії Бетті Вільямс продовжила громадську діяльність. Разом з Мейрид Корріган відвідала понад 25 країн, у яких провела зустрічі з багатьма політичними і релігійними лідерами.
У 1997 році відвідала Чечню після закінчення Першої чеченської війни для допомоги дітям. У 2013 році разом з іншими нобелівськими лауреатами звернулася до президента Росії Путіна на захист активістів Грінпісу, заарештованих у справі Arctic Sunrise
У 1982 році з сім'єю перебралася до США, де зайнялася викладацькою діяльністю. Проживала в Гантсвілі (Техас). Отримала ряд нагород, стала професором політичних наук та історії в університеті Сем Х'юстон (Гантсвіль), а також почесним доктором права Єльського університету.